# Binche-Chimay-Binche 2022
La 34e édition de Binche-Chimay-Binche a lieu le 4 octobre 2022. Elle fait partie du calendrier UCI Europe Tour 2022 en catégorie 1.1.
Cette édition 2022 a la double particularité de voir figurer sur la liste des partants le nouveau champion du monde Remco Evenepoel porteur pour la première fois en compétition de son maillot arc-en-ciel et d'être la dernière épreuve officielle sur le sol belge de Philippe Gilbert qui clôture son parcours professionnel quelques jours plus tard.

## Équipes
| WorldTeams (11)- Quick-Step Alpha Vinyl - Lotto-Soudal - Intermarché-Wanty-Gobert Matériaux - AG2R Citroën Team - Groupama-FDJ - Cofidis - Israel-Premier Tech - BikeExchange-Jayco - Jumbo-Visma - Trek-Segafredo - UAE Team Emirates ProTeams (8)- Arkéa-Samsic - Alpecin-Deceuninck - Bingoal Pauwels Sauces WB - Human Powered Health - Sport Vlaanderen-Baloise - TotalEnergies - Uno-X Pro Cycling Team - B&B Hotels-KTM Équipes continentales (6)- BEAT Cycling - EvoPro Racing - Geofco Doltcini Matériel-vélo.com - Minerva Cycling Team - Go Sport-Roubaix Lille Métropole - Tarteletto-Isorex |
| |

## Classement final
| \| Classement général \| Classement général \| Classement général \| Classement général \| Classement général \| \| Coureur \| Coureur \| Pays \| Équipe \| Temps \| \| ------------------ \| ------------------ \| ------------------ \| ---------------------------------- \| ------------------ \| \| 1er \| Christophe Laporte \| France \| Jumbo-Visma \| \| \| 2e \| Rasmus Tiller \| Norvège \| Uno-X Pro Cycling Team \| \| \| 3e \| Hugo Page \| France \| Intermarché-Wanty-Gobert Matériaux \| \| \| 4e \| Greg Van Avermaet \| Belgique \| AG2R Citroën Team \| \| \| 5e \| Toms Skujiņš \| Lettonie \| Trek-Segafredo \| \| \| 6e \| Philippe Gilbert \| Belgique \| Lotto-Soudal \| \| \| 7e \| Dries Van Gestel \| Belgique \| TotalEnergies \| \| \| 8e \| Jake Stewart \| Royaume-Uni \| Groupama-FDJ \| \| \| 9e \| Florian Dauphin \| France \| B&B Hotels-KTM \| \| \| 10e \| Tony Gallopin \| France \| Trek-Segafredo \| \| |                    |             |                                    |       |
| |                    |             |                                    |       |
| |                    |             |                                    |       |
| Classement général |                    |             |                                    |       |
| Coureur | Coureur            | Pays        | Équipe                             | Temps |
| 1er | Christophe Laporte | France      | Jumbo-Visma                        |       |
| 2e | Rasmus Tiller      | Norvège     | Uno-X Pro Cycling Team             |       |
| 3e | Hugo Page          | France      | Intermarché-Wanty-Gobert Matériaux |       |
| 4e | Greg Van Avermaet  | Belgique    | AG2R Citroën Team                  |       |
| 5e | Toms Skujiņš       | Lettonie    | Trek-Segafredo                     |       |
| 6e | Philippe Gilbert   | Belgique    | Lotto-Soudal                       |       |
| 7e | Dries Van Gestel   | Belgique    | TotalEnergies                      |       |
| 8e | Jake Stewart       | Royaume-Uni | Groupama-FDJ                       |       |
| 9e | Florian Dauphin    | France      | B&B Hotels-KTM                     |       |
| 10e | Tony Gallopin      | France      | Trek-Segafredo                     |       |